# Masayuki Matsubara
Masayuki Matsubara (松原 正之 (Matsubara Masayuki?); 7 febbraio 1939) è un ex lottatore giapponese, specializzato nella lotta libera.

## Palmarès

### Olimpiadi
- 1 medaglia:
  - 1 argento (Roma 1960 nei pesi mosca)